# Remote Access Service
Remote Access Serviceは、Virtual Private Networkの仕組みの形態の一つ。ISDN回線や公衆回線によるダイアルアップなどを利用して、遠隔地のコンピュータネットワークへ接続するための仕組み。インターネットを利用したRAS形態も存在する。